# Claudia Liebrand
Claudia Liebrand (* 1962) ist eine deutsche Germanistin.

## Leben
Das Studium der Germanistik, Geschichte und Philosophie in Freiburg im Breisgau schloss sie mit der Promotion 1989 über das Romanwerk Fontanes an der Albert-Ludwigs-Universität Freiburg ab. Nach der Habilitation 1995 an der Universität Freiburg über E. T. A. Hoffmann lehrt sie seit 1. Juni 1999 als C4-Professorin für Allgemeine Literaturwissenschaft / Medientheorie am Institut für deutsche Sprache und Literatur der Universität zu Köln.
Ihre Forschungsschwerpunkte sind Literatur des 19. Jahrhunderts und der Klassischen Moderne, Geschlechterdifferenz und Medien (insb. Film) und kulturelle Kommunikation.

## Schriften (Auswahl)
- Das Ich und die andern. Fontanes Figuren und ihre Selbstbilder. Freiburg im Breisgau 1990, ISBN 3-7930-9054-X.
- Aporie des Kunstmythos. Die Texte E. T. A. Hoffmanns. Freiburg im Breisgau 1996, ISBN 3-7930-9131-7.
- Gender-Topographien. Kulturwissenschaftliche Lektüren von Hollywoodfilmen der Jahrhundertwende. Köln 2003, ISBN 3-8321-7831-7.
- Kreative Refakturen. Annette von Droste-Hülshoffs Texte. Freiburg im Breisgau 2008, ISBN 978-3-7930-9545-3.